# OH-6 Cayuse
OH-6 Cayuse (укр. «Каю́с», прізвисько «Голець» (англ. Loach), окрім основної назви LOH — англ. Light Observation Helicopter) це одномоторний легкий вертоліт з чотирилопатевим несним гвинтом для перевезення бійців, ескортування і нападів, та спостереження. Hughes Helicopters також виробляли Model 369 як цивільні моделі, Hughes Model 500, зараз випускаються MD Helicopters як MD 500.

## Розробка
У 1960 армія США видала Технічну специфікацію 153 на  легкий вертоліт спостереження (LOH) який може виконувати різні ролі: перевозити транспорт, ескортувати і атакувати, евакуювати і виконувати спостереження. Дванадцять компаній взяли участь у конкурсі, а авіаційний підрозділ компанії Hughes Tool Company представив Model 369. Дві моделі, представлені компаніями Fairchild-Hiller та Bell, були обрані фіналістами, але пізніше армія США включили вертоліт Hughes.

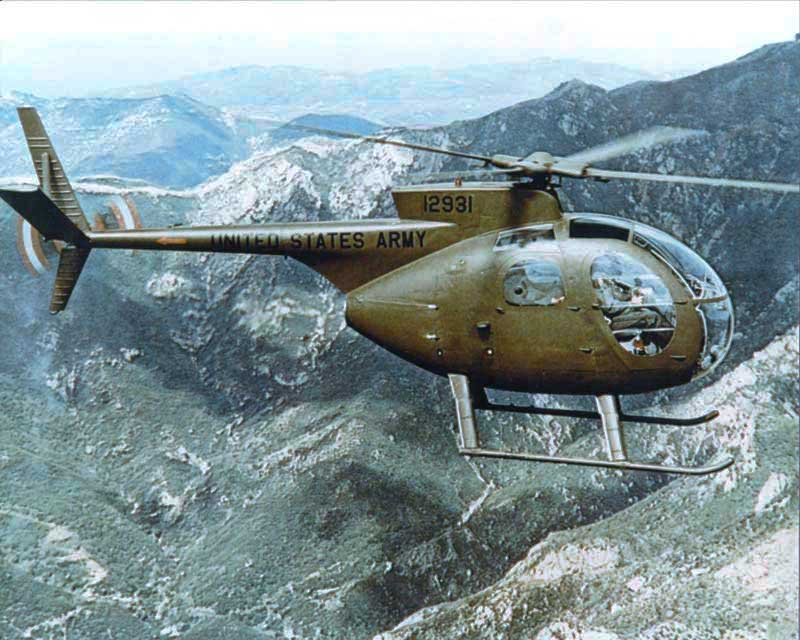
Вертоліт OH-6 у польоті

Перший прототип Model 369 піднявся у повітря 27 лютого 1963. Спочатку машина мала назву YHO-6A згідно армійській системі позначень, машина була перейменована на YOH-6A у 1962 коли міністерство оборони США створило Загальну систему позначення літальних апаратів. П'ять прототипів було побудовано, вони мали двигуни потужністю 252 к. с. вал. (188 кВт) Allison T63-A-5A, і були доставлені у форт Ракер армії США, Алабама для проведення випробувань з іншими 10 прототипами літальними апаратами від Bell та Fairchild-Hiller. Під час випробувань, машина від Bell, YOH-4, була знята з випробувань через малу потужність (вона мала двигун потужністю 250 к. с. вал. (190 кВт) T63-A-5). Боротьба за контракт LOH почалася між Fairchild-Hiller та Hughes. Ґ'юз переміг у змаганні і компанія отримала армійський контракт у 1965, з початковим замовлення на 714 машин, який пізніше було збільшено до 1300 з можливістю подальшого замовлення 114 машин. Вартість Hughes складала $19,700 за планер, без двигуна, і вартість Hiller була $27,000 за планер, без двигуна. Конструкція Hiller посилену систему керування, а Hughes — ні. У цьому і полягала різниця у вартості. За словами Джека Ріла Ґ'юз втратив більше $100 млн на будівництві 1370 планерів. Подейкують, що Говард Ґ'юз навмисне занизив вартість виробництва, що перемогти у конкурсі, гадаючи, що при виробництві вони зможуть отримати фінансову вигоду.
У 1968 Ґ'юз запропонував побудувати ще 2700 планерів. Стенлі Гіллер скаржився армії США на нечесну гру Ґ'юза; таким, чином армія США відновила вакансію на контракт для всіх. Гіллер не взяв участь у новому конкурсі, натомість це зробив Bell, з переробленою Model 206. Після випробувальних польотів, армія запросила запечатані конкурсні пропозиції. Пропозиція Ґ'юза склала $56550 за планер, а Bell — $54,200. Як повідомляється, Ґ'юз провів консультації в останній момент зі своїм компаньоном Джеком Рілом, який рекомендував ставку в $ 53550. Ґ'юз, нічого йому не повідомляючи, додав $3,000 до ставки і таким чином програв контракт.

### Японський OH-6
У Японії випускали 387 OH-6/Hughes 369 за ліцензією на заводах Kawasaki Heavy Industries і використовували у сухопутних військах Японії (JGSDF), військово-морських силах Японії (JMSDF), береговій охороні і у цивільному житті. Починаючи з 2001 вертольоти OH-6 сухопутних військ почали заміняти вертольотами Kawasaki OH-1.

## Історія використання

### Прийняття на службу

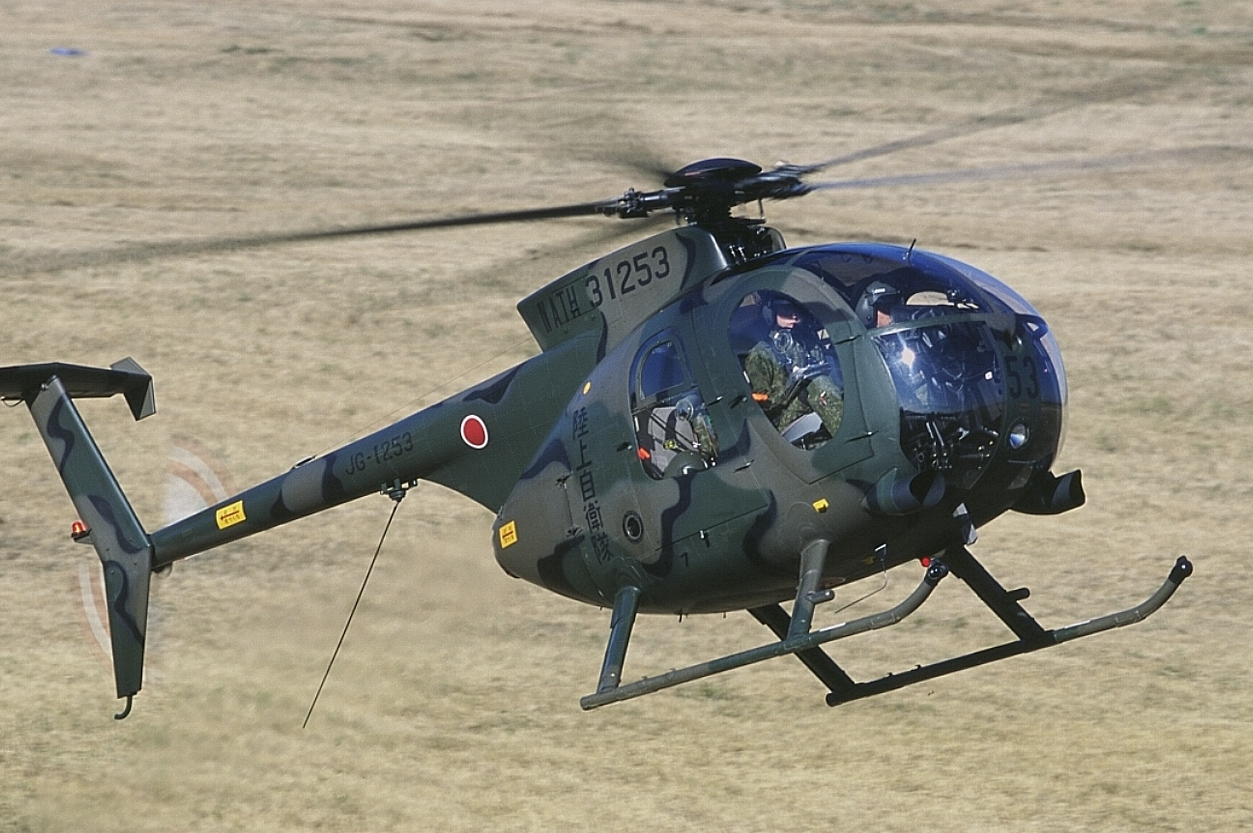
Японський OH-6D зі складу сухопутних військ Японії

У 1964 міністерство оборони видало меморандум яким зазначалося, що всі літальні апарати з нерухомим крилом з армії США переводяться до ВПС, а армія США переходить на гвинтокрилі літальні апарати. Літак армії США, O-1 Bird Dog, який використовували для розвідки і артилерійського спостереження, замінили на вертоліт OH-6A. Машина була прийнята на озброєння 1966, взявши участь у війні у В'єтнамі. Пілоти назвали новий вертоліт Loach (англ. Голець), англійська вимова абревіатури яка утворює назву програми, LOH (light observation helicopter).

### Світові рекорди
Невдовзі після початку виробництва, OH-6 почав демонструвати те який вплив він має на подальший розвиток вертольотів. OH-6 встановив 23 світових рекорди для вертольотів 1966 у швидкості, витривалості і часі підйому. 26 березня 1966, Джек Швайболд встанови рекорд при русі на замкненій дистанції на YOH-6A на авіабазі Едвардс, Каліфорнія. Він пролетів без посадки 1,739.96 mi (2,800.20 km). Згодом, 6 квітня 1966, Робект Феррі встановив рекорд дальності польоту на вертольоті. Він пролетів з Калвер-Сіті, Каліфорнія з більш ніж тонною пального до Ормонд-Біч, Флорида, здолавши відстань у 1,923.08 nm (2,213.04 mi, 3,561.55 km) за 15 годин і з висотою у 24,000 футів, наприкінці польоту. На 2013 цей рекорд не здолано.

### «Тихоня»
Пара важко-модифікованих OH-6A використовували у ЦРУ під виглядом вертольотів Air America для підслуховування у 1972. У 1968 році для проекту ARPA, кодова назва «Mainstreet» було розроблено вертоліт 500Р (penetrator). Розробка включала тестування і тренувальні польоти у Калвер-Сіті, Каліфорнія і у Зоні 51 у 1971. Для зменшення звукових сигнатур, вертольоти (N351X та N352X) отримали чотирилопатеві хвостові гвинти у вигляді 'ножиць' (пізніше вони були використані у вертольоті розробки Ґ'юза AH-64 Apache), з п'ятою лопаттю у несному гвинті і переробленими кінцівками гвинта, модифікованою системою вихлопу і різними форсуваннями. У червні 1972 вертольоти було направлено на секретну базу у Лаосі (PS-44), один з вертольотів було важко пошкоджено під час тренувальної місії улітку. Інший вертоліт було направлено до Віня, В'єтнам для прослуховування в ніч з 5 на 6 грудня 1972, завдяки чому США отримали важливу інформацію стосовно операції Linebacker II і мирних переговорів у Парижі. Невдовзі вертоліт повернули до США, з нього демонтували обладнання і використали для створення нового стандарту 500.

### 160-й Авіаційний полк Спеціальних операцій
Через провал у квітні 1980 операції Орлиний кіготь (спроба врятувати американських заручників у Тегерані), стало зрозуміло, що у військових не вистачає літальних апаратів і екіпажів які були б готові для спеціальних операцій. Для вирішення цієї проблеми, армія розпочала створення спеціальної повітряної авіагрупи, яка взяла участь у наступній спробі рятування заручників: операція Медоїд.

#### Ударна група 160
Організатори ударної групи виявили потребу у малих вертольотах які можуть сідати на різних майданчиках і які можна транспортувати вантажними літаками ВПС. Вони обрали для цієї ролі розвідувальний вертоліт OH-6A і він став відомий під назвою Little Bird (Маленька пташка) у порівнянні з іншими машинами, такими як MH-60 та MH-47. Як окрема частина проекту, у форті Ракер (Алабама) випускали озброєні вертольоти OH-6A.
Пілотів для вертольотів OH-6A набирали у 229-му Ударному вертолітному батальйоні і направляли до Армійського підрозділу авіаційної підтримки Національної гвардії Міссісіпі у Галфпорті, на два тижні для навчальних польотів. Після закінчення тренувань, літаком C-141 вертольоти і екіпажі доправили у форт Гаучука, Аризона, на двотижневі тренування. Тренування складалося з завантаження у транспортний літак C-130, який перевозив їх на нове місце на відстані 1 000 морських миль (1 900 км). Озброєні OH-6 з форту Ракер приєдналися до тренувальної програми восени 1980.
Операцію Медоїд було скасовано після того як 20 січня 1981 заручників було врятовано і деякий час здавалося, що підрозділ буде розформовано, а екіпажі повернуться до своїх підрозділів. Але армія вирішила зберегти підрозділ, який буде готовий до майбутніх дій. Ударна група, яка отримала назву Ударна Група 158, невдовзі була перетворена на 160-й авіаційний батальйон. Вертольоти OH-6A, які перевозили бійців, отримали позначення MH-6 Легкої штурмової роти, а озброєні OH-6A стали AH-6 Легкої ударної роти.
1 жовтня 1986, для задоволення у потребі підтримки, 1-245-й Авіаційний батальйон з Національної гвардії Оклахоми, який мав 25 AH-6 та 23 UH-1, було передано під оперативне керування 160-го. 1-245-й AVN BN було направлено до Армійського авіаційного підрозділу національної гвардії Міссісіпі у Галфпорті, на два тижні для кваліфікаційного тренування. Наступні два тижні проходили нічні тренування у Юмі. Вертольоти AH/MH перевозилися транспортними літаками, 1 C-5, 2 C-130 з усім обладнанням батальйону. Екіпажі тренувалися разом з 160-м. 1-245 отримали модифіковані піхотні прилади нічного бачення і відпрацьовували необхідні знання на вертольотах і з C-130.

## Варіанти

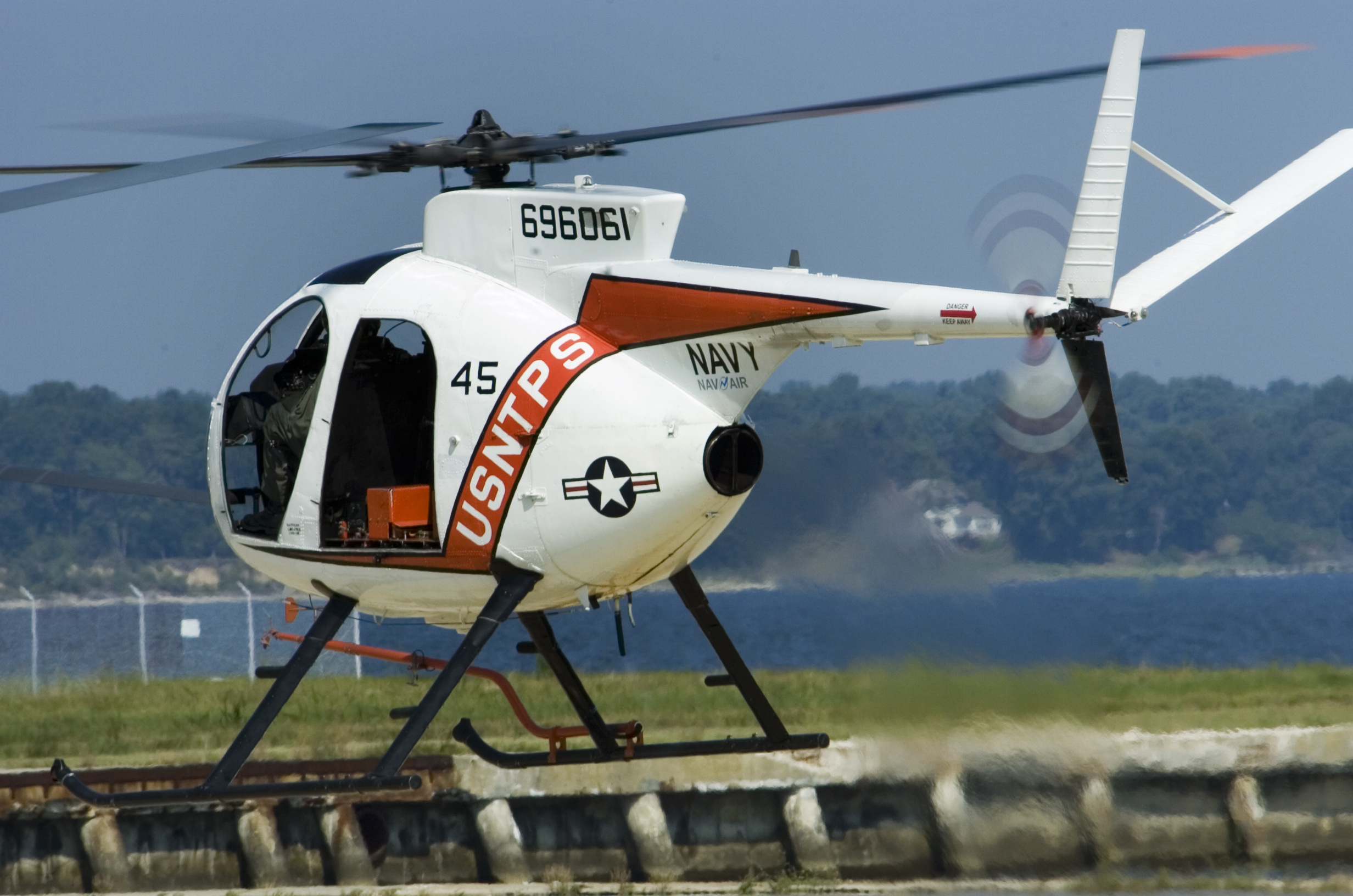
Вертоліт TH-6B Cayuse злітає для тренувального польоту на авіабазі Патуксет Рівер, Меріленд

YOH-6AПрототип.
OH-6AЛегкий розвідувальний вертоліт, потужність ГТД 263 кВт (317 к.с.) Allison T63-A5A.
OH-6A NOTARЕкспериментальна версія.
OH-6BПерероблена версія, потужність ГТД 298 кВт (420 к.с.) Allison T63-A-720.
OH-6CЗапропонована версія, потужність ГТД 313.32 кВт (400 к.с.) Allison 25-C20, несний гвинт з п'ятьма лопатями.
OH-6JЛегкий розвідувальний вертоліт на базі OH-6A Cayuse для СВ Японії. Побудований Kawasaki Heavy Industries за ліцензією у Японії.
OH-6DЛегкий розвідувальний вертоліт на базі Hughes Model 500D для СВ Японії. Побудований Kawasaki Heavy Industries за ліцензією у Японії.
OH-6DAЗамість знятих з озброєння OH-6D, СВ Японії придбали декілька MD 500E, під назвою OH-6DA, для тренування.
EH-6BДля спеціальних операції з радіоелектронної боротьби, командирська версія.
MH-6BВерсія для спеціальних операцій.
TH-6BСтворені на основі військово-морського MD-369H, шість McDonnell Douglas TH-6B є частиною випробувальної навчальної програми США льотчиків-випробувачів ВМС. ЛА і пов'язані з ними вимірювальні прилади і бортове обладнання використовуються для навчання в польоті і демонстрації льотних якостей, продуктивності системи і польотних методів випробування.
AH-6CМодифікована OH-6A для несення зброї і роботи як легкий атакуючий вертоліт для 160-го АПСО армії США.
MH-6CВерсія для Спеціальних операцій.
Щоб дізнатися про інші варіанти AH-6 і MH-6, див. MH-6 Little Bird та Boeing AH-6.

## Оператори

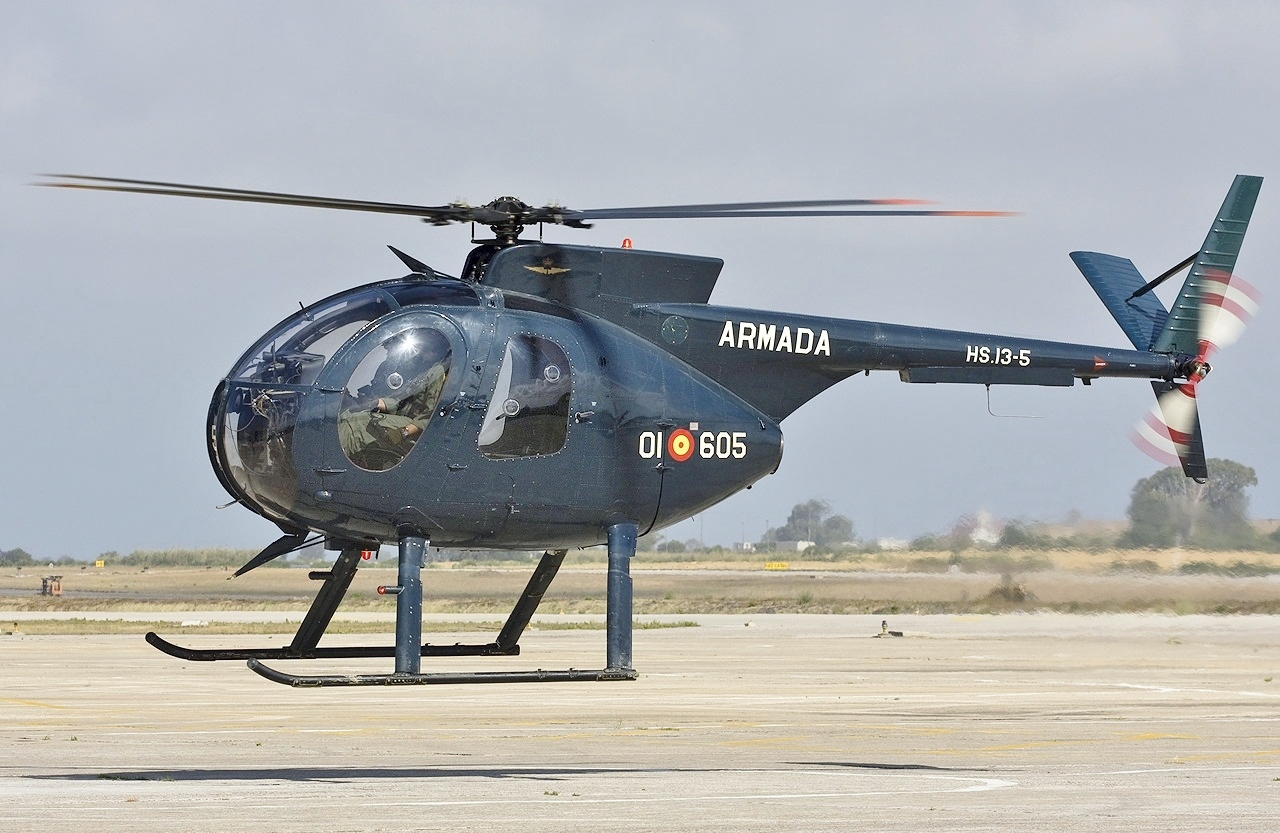
Іспанський військово-морський вертоліт OH-6M на зльоті

### Військові та цивільні оператори
Іспанія
- Військово-морські сили Іспанії[19]

### Прийняття на службу
Японія
- Сухопутні війська Японії[19]

 Сполучені Штати
- Підрозділ поліції Атланти[20]
- Департамент шерифа округи Чилтон[21]
- Департамент поліції Гайнесвілля[22][23]
- Армія США (Див. A/MH-6)

### Колишні оператори
Домініканська республіка
- ВПС Домініканської республіки[24][25]

 Данія
- Королівська армія Данії[26][27]

 Японія
- Військово-морські Сили Самооборони[28][29]

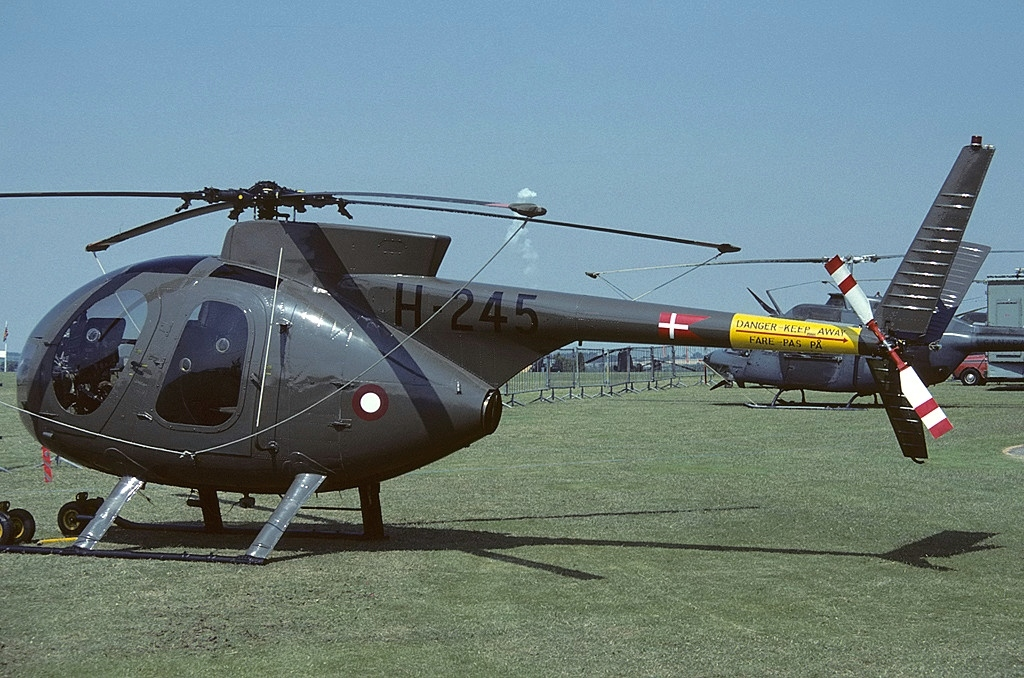
Данський 500M

 Нікарагуа
- ВПС Нікарагуа[30]

 Республіка Китай
- Армія Республіки Китай[31]

 США
- Армія США (OH-6A/C)[32]
- Прикордонна служба США[33]
- ВМС США[34]

## Тактико-технічні характеристики
Основні характеристики
- Екіпаж: 2
- Довжина: 9,4—9,8 м
- Висота: 2,6—3,4 м
- Діаметр несучого гвинта: 8,33 м

- Маса порожнього: 896 кг
- Максимальна злітна маса: 1610 кг
- Силова установка: 1 × газотурбінний один Allison T63-A-5A або T63-A-700  317 кс ( 236 кВт)

Льотні характеристики
- Крейсерська швидкість: 250 км/год
- Бойовий радіус: 430 км

Озброєння
- Стрілецько-гарматне: Два M60 або M134 Minigun 7,62 мм  кулемети; Дві .50 cal (12,7 мм) кулеметні контейнери
- Керовані ракети: Чотири ракети TOW у двох контейнерах; Чотири ракети Hellfire у двох контейнерах
- Некеровані ракети: Чотирнадцять 2,75 in (70 мм) ракет Hydra 70 у двох контейнерах